# 2388 Gase
A 2388 Gase (ideiglenes jelöléssel 1977 EA2) a Naprendszer kisbolygóövében található aszteroida. Nyikolaj Sztyepanovics Csernih fedezte fel 1977. március 13-án.